# Mussaenda shikokiana
Mussaenda shikokiana là một loài thực vật có hoa trong họ Thiến thảo. Loài này được Makino mô tả khoa học đầu tiên năm 1904.